# Système endomembranaire
Le système endomembranaire se compose des différentes membranes internes qui sont en suspension dans le cytoplasme d'une cellule eucaryote. Ces membranes divisent la cellule en compartiments fonctionnels et structurels appelés organites. Chez les eucaryotes, les organites du système endomembranaire comprennent : la partie externe de la membrane nucléaire, le réticulum endoplasmique, l'appareil de Golgi, les lysosomes, les vacuoles, les vésicules et des endosomes. Le système se définit plus précisément comme l'ensemble des membranes qui forment une continuité fonctionnelle, soit en étant connectées directement entre elles, soit en échangeant de la matière à travers le transport vésiculaire. À cet égard, il convient de noter que le système endomembranaire n'inclut pas les membranes des mitochondries, des peroxysomes et des chloroplastes.
L'enveloppe nucléaire est constituée d'une double bicouche lipidique — une membrane interne et une membrane externe — enveloppant le noyau. Le réticulum endoplasmique est un organite de biosynthèse et de transport cellulaire qui se ramifie dans le cytoplasme des cellules des plantes et des animaux. L'appareil de Golgi est un ensemble de compartiments multiples où les molécules sont conditionnées en vue de leur livraison à d'autres composants cellulaires ou afin d'être sécrétées hors de la cellule. Une vésicule est un sac de petite taille délimité par une membrane qui emmagasine ou transporte des substances utiles à la cellule. Les vacuoles, présentes dans les cellules végétales et, par abus de langage, animales, sont impliquées dans la maintenance de la forme et de la structure de la cellule végétale ainsi que dans le stockage des déchets, tandis qu'elles sont liées aux processus d'endocytose et d'exocytose dans les cellules animales. La membrane plasmique, également appelée membrane cellulaire, est une barrière protectrice qui contrôle ce qui entre et qui sort de la cellule. Il existe également un organite spécifique aux mycètes (champignons) et appelé spitzenkörper intervenant dans la croissance de la pointe des hyphes.
Les procaryotes ont peu d'endomembranes, bien que la membrane plasmique de nombreuses bactéries photosynthétiques soit fortement plissée de sorte que leur cytoplasme est rempli de couches membranaires collectrices de lumière. Ces plis membranaires peuvent donner des structures fermées qu'on appelle des chlorosomes à l'intérieur du cytoplasme des bactéries vertes sulfureuses.
Les organites du système endomembranaire sont liés entre eux par contact direct ou par transfert de fractions de membrane sous forme de vésicules. Malgré ces relations, les différentes membranes ne sont pas identiques dans leur structure et leur fonction. L'épaisseur, la composition moléculaire et le comportement métabolique d'une membrane ne sont pas fixes, ils peuvent être modifiés à plusieurs reprises au cours de la vie de la membrane. Une caractéristique commune à toutes les membranes des eucaryotes est d'être constituées d'une bicouche lipidique avec des protéines liées à chacune des faces ou traversant les membranes.

## Constituants du système endomembranaire

### Enveloppe nucléaire

Schéma du noyau cellulaire. L'enveloppe nucléaire est figurée en orange.

L'enveloppe nucléaire entoure le noyau de la cellule et en sépare le nucléoplasme du cytoplasme. Elle est formée de deux membranes, chacune étant constituée d'une bicouche lipidique avec des protéines associées. La membrane nucléaire externe est en continuité avec le réticulum endoplasmique rugueux et possède, comme ce dernier, des ribosomes liés à sa surface. La membrane nucléaire interne est en fait également en continuité avec la membrane externe car ces deux membranes sont liées entre elles par de nombreux pores nucléaires. Ces pores ont un diamètre d'environ 120 nm et régulent les échanges de molécules entre le noyau et le cytoplasme, permettant ou bloquant le passage des différentes espèces chimiques. Ces pores étant situés dans une zone d'intenses échanges chimiques, ils jouent un rôle important dans la physiologie cellulaire. L'espace compris entre les membranes nucléaires interne et externe est appelé espace périnucléaire et est en continuité avec la lumière du réticulum endoplasmique.
La structure de l'enveloppe nucléaire est déterminée par un réseau de filaments intermédiaires (filaments protéiques) au sein du noyau et organisé en maillage serré de fibres formant la lamina nucléaire. Cette dernière se lie à la chromatine, à des protéines membranaires intégrales et à d'autres composants sur la surface interne de l'enveloppe nucléaire. On pense que la lamina nucléaire facilite le transit des molécules vers les pores nucléaires et participe à la désintégration puis à la reconstruction de l'enveloppe nucléaire au cours du processus de mitose.
Les pores nucléaires doivent être très efficaces pour permettre le passage sélectif de matériel de et vers le noyau car l'enveloppe nucléaire est le siège d'un trafic très intense de molécules dans les deux sens. De l'ARN et des sous-unités ribosomiques doivent être continuellement transférés du noyau vers le cytoplasme. Les histones, les protéines régulatrices de l'expression génétique, des ADN polymérases et des ARN polymérases et d'autres substances essentielles à l'activité du noyau doivent être importées depuis le cytoplasme. L'enveloppe nucléaire d'une cellule de mammifère typique contient de l'ordre de 3 000 à 4 000 pores nucléaires. Si la cellule synthétise de l'ADN, chaque pore doit importer environ 100 histones par minute. Si la cellule est en croissance rapide, chaque pore doit également transporter chaque minute vers le cytosol environ six sous-unités ribosomiques nouvellement formées, grandes et petites, qui permettront d'assembler des protéines.

### Réticulum endoplasmique

1 Noyau
2 Pore nucléaire
3 Réticulum endoplasmique rugueux (RER)
4 Réticulum endoplasmique lisse (REL)
5 Ribosome sur le RER
6 Protéines transportées
7 Vésicule de transport
8 Appareil de Golgi
9 Face cis de l'appareil de Golgi
10 Face trans de l'appareil de Golgi
11 saccules de l'appareil de Golgi

Le réticulum endoplasmique (RE) est un organite membraneux de synthèse et de transport qui est une extension cytoplasmique de l'enveloppe nucléaire. Il représente à lui seul plus de la moitié de la surface membranaire totale d'une cellule d'eucaryote typique. Il est formé de sacs aplatis et de tubules de branchement interconnectés de sorte que la membrane du réticulum endoplasmique forme une barrière continue qui délimite un espace intérieur unique. Ce volume très alambiqué est appelé lumière du réticulum endoplasmique, ou encore espace cisternal par anglicisme. La lumière du réticulum endoplasmique occupe environ un dixième du volume total de la cellule. La membrane du réticulum endoplasmique permet le transfert sélectif des molécules entre l'espace cisternal et le cytosol, et, dans la mesure où elle est en continuité avec la membrane nucléaire externe, fournit un canal entre le cytoplasme et le noyau.
Le réticulum endoplasmique joue un rôle central dans la production, le traitement et le transport des composés biochimiques destinés à être utilisés aussi bien à l'intérieur de la cellule qu'à l'extérieur. Sa membrane est le siège de la biosynthèse des lipides et des protéines transmembranaires destinés aux membranes de la plupart des autres organites cellulaires, qu'il s'agisse du réticulum endoplasmique, de l'appareil de Golgi, des lysosomes, des endosomes, des mitochondries, des peroxysomes, des vésicules de sécrétion et de la membrane plasmique. De plus, presque toutes les protéines devant quitter la cellule, ainsi que celles destinées à la lumière du réticulum endoplasmique, de l'appareil de Golgi ou des lysosomes, sont d'abord produites dans la lumière du réticulum endoplasmique. Par conséquent, la plupart des protéines présentes dans la lumière du réticulum endoplasmique ne font qu'y transiter. Certaines, cependant, y restent à demeurer et sont appelées protéines résidentes du réticulum endoplasmique. Ces protéines particulières portent un signal de rétention sous la forme d'une séquence spécifique d'acides aminés qui leur permet d'être conservées par l'organite. Un exemple de protéine résidente du réticulum endoplasmique est la protéine chaperon GRP78 (en), dont le rôle est d'empêcher que les protéines défectueuses ou non fonctionnelles produites par le réticulum endoplasmique ne soient expédiées vers leur destination finale.
Il existe deux régions du réticulum endoplasmique, distinctes mais liées, qui diffèrent par leur fonction et leur structure : le réticulum endoplasmique rugueux (RER) et le réticulum endoplasmique lisse (REL). Le premier est ainsi appelé parce que sa surface extérieure (cytoplasmique) est tapissée de ribosomes, ce qui lui donne l'aspect bosselé observé au microscope électronique, tandis que le second est dépourvu de ribosomes, ce qui lui donne son apparence lisse.

#### Réticulum endoplasmique lisse
Dans la grande majorité des cellules, les régions de réticulum endoplasmique lisse sont rares et sont souvent en partie lisses et en partie rugueuses. Elles sont parfois appelées réticulum endoplasmique de transition, car elles contiennent des sites de sortie du réticulum endoplasmique à partir desquels les vésicules de transport des lipides et des protéines nouvellement synthétisées bourgeonnent pour transporter leur contenu vers l'appareil de Golgi. Dans certaines cellules spécialisées cependant, le réticulum endoplasmique lisse est abondant et possède des fonctions supplémentaires intervenant dans divers processus métaboliques tels que la lipogenèse, le métabolisme des glucides et la détoxication des drogues et des poisons,.
Les enzymes du réticulum endoplasmique lisse sont essentielles à la biosynthèse des lipides, y compris des huiles, des phospholipides et des stéroïdes. Les hormones sexuelles des vertébrés et les hormones stéroïdes des glandes surrénales comptent parmi les stéroïdes produits dans le réticulum endoplasmique lisse des cellules animales, ce dernier occupant une surface importante des cellules qui produisent ces composés,.
Les cellules du foie sont un autre exemple de cellules spécialisées riches en réticulum endoplasmique lisse. Ces cellules offrent un exemple du rôle du réticulum endoplasmique lisse dans le métabolisme glucidique. Les cellules hépatiques stockent les glucides sous forme de glycogène. La glycogénolyse conduit à la libération de glucose par les cellules du foie, ce qui est un mécanisme important de régulation de la glycémie : le principal produit de la dégradation du glycogène est le glucose-1-phosphate, converti en glucose-6-phosphate, lequel est déphosphorylé en glucose par la glucose-6-phosphatase, une enzyme du réticulum endoplasmique lisse, ce qui lui permet de quitter la cellule,.
Les enzymes du réticulum endoplasmique lisse peuvent également contribuer à détoxiquer des drogues et des poisons. La détoxication implique généralement l'addition d'un groupe hydroxyle à une droque, ce qui rend la molécule plus soluble et donc susceptible d'être purgée plus aisément de l'organisme. Une réaction de détoxication largement étudiée est réalisée par la famille d'enzymes du cytochrome P450, qui traitent les composés toxiques très peu solubles dans l'eau et qui, s'ils n'étaient pas détoxiqués, s'accumuleraient dangereusement dans la membrane,.
Les myocytes (cellules musculaires) ont une autre fonction spécialisée du réticulum endoplasmique lisse. La membrane du réticulum endoplasmique lisse pompe les ions calcium du cytosol vers la lumière du réticulum endoplasmique. Lorsqu'un myocyte est stimulé par un influx nerveux, les ions calcium refluent vers le cytosol depuis la lumière du réticulum endoplasmique lisse, ce qui génère la contraction de la cellule,.

#### Réticulum endoplasmique rugueux
De nombreux types de cellules exportent des protéines produites par les ribosomes liés au réticulum endoplasmique rugueux. Les ribosomes réalisent la biosynthèse des protéines à partir des acides aminés et les protéines ainsi formées sont transférées à l'intérieur du réticulum endoplasmique pour y subir divers ajustements. Il peut s'agir de protéines transmembranaires, qui font partie intégrant de la membrane du réticulum endoplasmique, soit de protéines solubles dans l'eau, qui sont capables de traverser la membrane pour rejoindre la lumière du réticulum endoplasmique, où elles acquièrent leur structure tertiaire fonctionnelle. Des unités osidiques ou des polysaccharides peuvent être ajoutés, puis ces protéines sont transportées par le réticulum endoplasmique soit pour être sécrétées hors de la cellule, soit pour être traitées par l'appareil de Golgi,.
Les protéines qui doivent être sécrétées sont transportées dans des vésicules formées par bourgeonnement de la membrane du réticulum endoplasmique lisse,. Un autre mécanisme de transport des lipides et des protéines fait intervenir les sites de contact membranaire, qui sont des zones où la membrane du réticulum endoplasmique interagit de façon stable et étroite avec la membrane d'autres organites tels que l'appareil de Golgi, des lysosomes ou encore la membrane plasmique.
Outre la sécrétion de protéines, le réticulum endoplasmique rugueux produit également des protéines et des lipides destinées au système endomembranaire lui-même. Les enzymes transmembranaires formées par des ribosomes liés à la membrane du réticulum endoplasmique rugueux demeurent dans cette membrane en raison de leurs surfaces hydrophobes, qui les rendent solubles dans la membrane mais pas dans le milieu aqueux du cytosol. Le réticulum endoplasmique rugueux produit également des lipides membranaires, qui font croître la surface de cet organite et sont transportés par des vésicules à destination d'autres membranes faisant partie du système endomembranaire,.

### Appareil de Golgi

Représentation d'un dictyosome de l'appareil de Golgi montrant l'empilement des saccules et les vésicules arrivant en face cis depuis le réticulum endoplasmique et partant de la face trans essentiellement vers la membrane plasmique.

L'appareil de Golgi, également connu sous le nom de corps de Golgi ou de complexe de Golgi, est composé de sacs interconnectés appelés saccules (en) ou citernes. Il se présente sous la forme d'empilements de saccules appelés dictyosomes, le nombre de dictyosomes et de saccules par dictyosome dépendant de la fonction spécifique de la cellule. L'appareil de Golgi intervient dans la modification des protéines nouvellement synthétisées, essentiellement par glycosylation et phosphorylation. Le côté orienté vers le réticulum endoplasmique est appelé face cis tandis que celui orienté vers la membrane plasmique est appelé face trans. Les protéines produites par le réticulum endoplasmique arrivent par des vésicules au niveau de la face cis, située non loin du réticulum endoplasmique lui-même. Les protéines modifiées quittent la structure par la face trans, située face à la membrane plasmique, laquelle est la destination principale de la plupart des substances modifiées par l'appareil de Golgi.
Les protéines contenues dans les vésicules émises par le réticulum endoplasmique lisse subissent diverses transformations en traversant l'appareil de Golgi et son volume riche en enzymes en vue d'être sécrétées hors de la cellule ou simplement envoyées vers d'autres parties de la cellule. La modification et la synthèse des parties glucidiques des glycoprotéines est un processus courant du traitement des protéines ; l'appareil de Golgi élimine et remplace des monomères osidiques, produisant une grande variété d'oligosaccharides. Outre la modification des protéines, l'appareil de Golgi est également capable de produire ses propres macromolécules : chez les plantes, il produit des pectines et d'autres polysaccharides structurels.
Une fois les transformations et les synthèses réalisées, des étiquettes d'identification moléculaire sont ajoutées aux produits obtenus afin d'organiser leur distribution vers les différentes destinations possibles, et des vésicules de transport sont émises par bourgeonnement de la membrane de sa face trans.

### Vésicules
Les vésicules sont de petits compartiments cellulaires constitués d'une membrane fermée et contenant des molécules devant être transférées entre deux organites. La plupart des vésicules transfèrent les protéines et les fragments de membrane assemblés dans le réticulum endoplasmique vers l'appareil de Golgi puis de ce dernier vers diverses destinations dans et hors de la cellule.
Il existe plusieurs types de vésicules, chacune ayant une configuration protéique différente. La plupart sont formées à partir de régions spécifiques du système endomembranaire. Lorsqu'une vésicule est libérée par bourgeonnement d'une surface membranaire, elle porte certaines protéines spécifiques sur sa surface extérieure (cytosolique). Les membranes cibles des vésicules contiennent des marqueurs sur leur surface cytosolique qui sont reconnus par les protéines spécifiques portées par ces vésicules sur leur surface extérieure. Lorsque la vésicule a trouvé sa membrane cible, elle fusionne avec cette dernière et libère son contenu dans l'organite correspondant.
Il existe trois types particulièrement bien connus de vésicules : à manteau de clathrine, à manteau de COPI (en) et à manteau de COPII (en). Chacun de ces types de vésicules accomplit des tâches différentes dans la cellule. Ainsi, les vésicules à clathrine réalisent le transport de substances entre l'appareil de Golgi et la membrane plasmique. Les vésicules à COPI et à COPII interviennent souvent dans le transport de substances entre le réticulum endoplasmique et l'appareil de Golgi.

### Lysosomes
Les lysosomes sont des organites qui contiennent des enzymes hydrolytiques utilisées pour la digestion des molécules absorbées par la cellule ainsi que celle des éléments usagés de la cellule elle-même. Ils contiennent des hydrolases acides, qui requièrent un pH faible (acide) pour leur fonctionnement. Le pH interne des lysosomes est optimal pour ces hydrolases acides, étant voisin de 5,0. Ceci protège la cellule des conséquences d'une éventuelle rupture membranaire d'un lysosome : si cela devait se produire, les enzymes libérées dans le cytosol ne seraient pas très actives en raison du pH neutre qui y est maintenu.
Les lysosomes réalisent la digestion intracellulaire des substances absorbées par phagocytose en fusionnant avec le phagosome pour y libérer les enzymes nécessaires à l'assimilation de son contenu. Les oses, les acides aminés ainsi que d'autres petites molécules et monomères libérés par la digestion passent ainsi dans le cytosol et deviennent des nutriments pour la cellule. Les lysosomes interviennent également dans la digestion de composants de la cellule elle-même dans le cadre du processus appelé autophagie, voire, de façon ultime, dans la digestion de toute la cellule dans le cadre du processus d'autolyse.

### Vacuoles
Les vacuoles, comme les vésicules, sont des cavités cellulaires délimitées par une membrane fermée. Elles sont cependant de plus grande taille que les vésicules et leurs fonctions spécifiques varient. On parle en fait plus volontiers de vacuoles chez les plantes que chez les animaux, chez lesquels on emploie généralement les termes de phagosomes et de vésicules selon leur nature.
Chez les plantes, les vacuoles représentent entre 30 % et 90 % du volume total des cellules. La plupart des cellules matures contiennent une grande vacuole centrale entourée d'une membrane appelée tonoplaste. Ces vacuoles jouent le rôle de compartiment de stockage des nutriments et des déchets métaboliques. Le milieu de solvatation dans lequel ces molécules sont stockées est appelé sève cellulaire ou suc cellulaire. Les pigments qui colorent les cellules végétales sont parfois stockés dans la sève cellulaire. Les vacuoles peuvent également accroître la taille des cellules, qui s'allongent lorsque de l'eau est absorbée, ce qui permet de réguler la pression de turgescence, c'est-à-dire la pression osmotique qui empêche la paroi cellulaire de s'affaisser. Comme les lysosomes des cellules animales, les vacuoles ont un pH acide et contiennent des enzymes hydrolytiques. Le pH acide des vacuoles leur permet de participer à l'homéostasie cellulaire : ainsi, lorsque le pH du milieu extracellulaire diminue, l'arrivée massive de protons (ions H+ dans le cytosol peut être compensée par leur transfert vers les vacuoles afin de maintenir le pH cytosolique constant.
Chez les animaux, les « vacuoles » sont spécifiquement liées aux processus d'endocytose et d'exocytose. L'endocytose fait référence à l'entrée dans la cellule de substances étrangères, qui sont entourées par la membrane plasmique jusqu'à former une cavité fermée à l'intérieur du cytoplasme. Il existe deux types d'endocytoses : la phagocytose, qui consiste en l'absorption d'une particule solide, et la pinocytose, qui consiste en l'absorption d'une particule liquide, généralement de plus petite taille ; on parle généralement de phagosome et de vésicule pour qualifier l'organite issu respectivement d'une phagocytose et d'une pinocytose. L'exocytose désigne le processus réciproque d'expulsion hors de la cellule de substances issues de cette dernière.

### Spitzenkörper
Les spitzenkörper sont des organites présents exclusivement chez les mycètes (champignons) et associés à la croissance de l'extrémité des hyphes. Ils se composent de vésicules liées par leurs membranes contenant des composants de la paroi cellulaire et servant de point intermédiaire d'assemblage et d'expédition de ces composants entre l'appareil de Golgi et la membrane plasmique. Ce sont des organites motiles, qui se déplacent avec la croissance de la pointe des hyphes.

### Membrane plasmique

Coupe schématique d'une membrane plasmique typique.

La membrane plasmique délimite la cellule en séparant son cytoplasme du milieu extracellulaire. Elle contient des protéines membranaires qui réalisent les différentes fonctions de cette membrane, notamment la régulation des échanges d'ions, de molécules et de signaux entre la cellule et son environnement. Les molécules neutres de petite taille telles que l'oxygène, le dioxyde de carbone et l'eau peuvent franchir la membrane plasmique par diffusion ou par osmose tandis que les espèces chimiques de plus grande taille ou électriquement chargées doivent être transportées par des protéines spécifiques.
La membrane plasmique réalise des tâches multiples, telles que l'absorption des nutriments nécessaires au métabolisme de la cellule, l'élimination hors de la cellule des déchets métaboliques, le maintien hors de la cellule des substances indésirables présentes dans le milieu extracellulaire, le maintien dans la cellule des substances qui lui sont utiles en empêchant leur diffusion vers le milieu extracellulaire, ainsi que la régulation du pH et de la pression osmotique du cytoplasme. Des protéines de transport sélectives, qui permettent à certaines espèces chimiques de passer mais pas à d'autres, interviennent dans ces fonctions. Ces protéines peuvent utiliser un potentiel chimique préexistant — symports, antiports — ou l'hydrolyse d'une molécule d'ATP — pompe à ions.
Outre ces fonctionnalités universelles, la membrane plasmique assure des tâches plus spécifiques chez les organismes multicellulaires. Les glycoprotéines membranaires participent à la reconnaissance entre cellules, afin d'échanger des métabolites et de former des tissus. D'autres protéines membranaires permettent la fixation du cytosquelette sur le feuillet cytoplasmique de la membrane plasmique et d'une matrice extracellulaire — paroi cellulaire — sur le feuillet externe, ce qui permet de maintenir la forme de la cellule et de fixer la localisation des protéines membranaires. La membrane plasmique intervient également activement dans les mécanismes de signalisation cellulaire : les récepteurs membranaires reconnaissent certains messagers chimiques en se liant à eux, ce qui déclenche diverses réponses cellulaires.